# Florian Jouanny

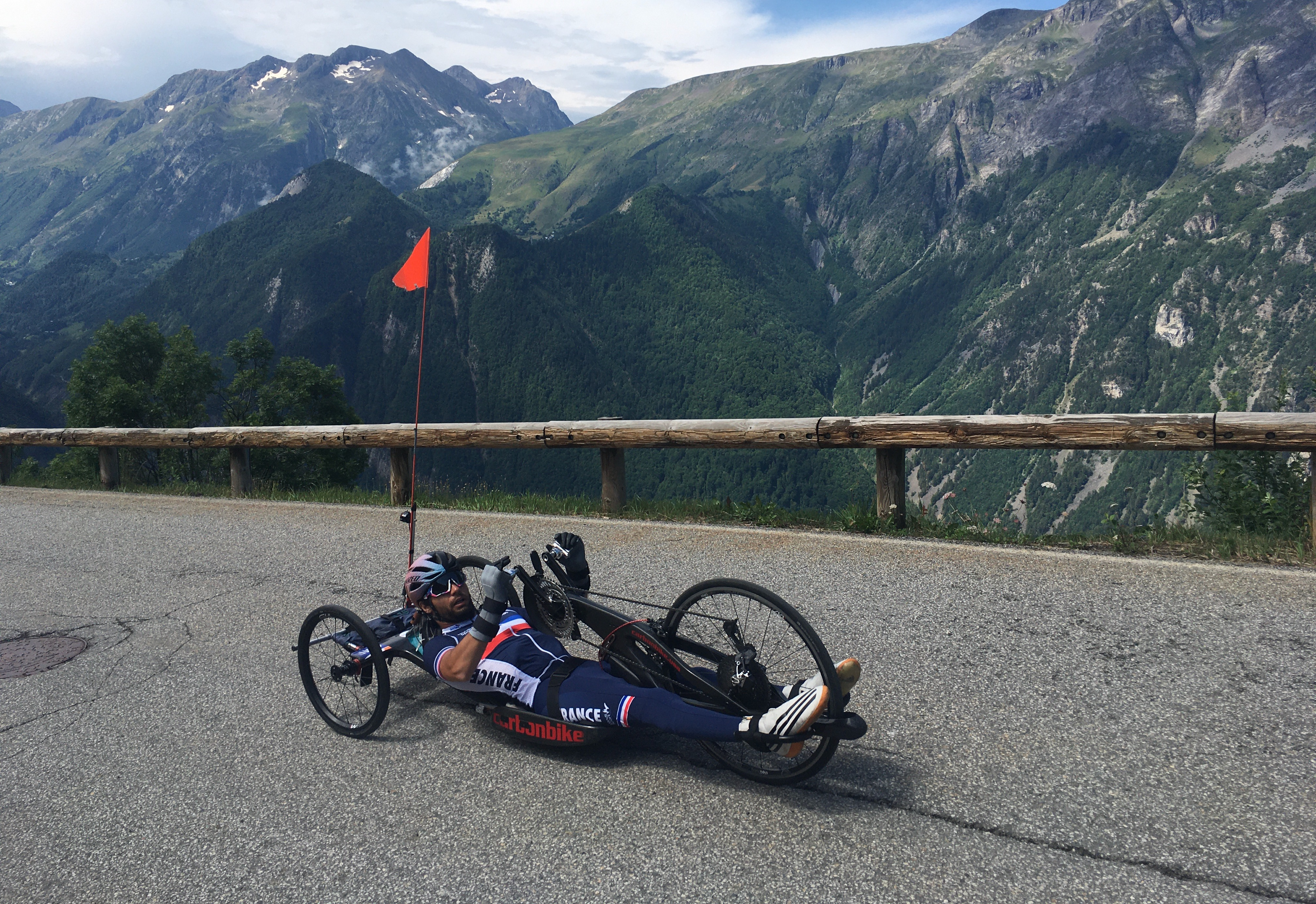
Florian Jouanny pendant l'entraînement à Villard-Reculas.

Florian Jouanny, né le 2 février 1992 à Échirolles, est un triathlète et coureur cycliste handisport français, en catégorie H2 (Handbike pour tétraplégie de niveau C6 à C7).

## Biographie
Florian Jouanny a eu un accident de ski qui l'a touché aux cervicales, en 2011, le rendant tétraplégique. Il perd l’usage de ses jambes et de son tronc mais conserve un peu de mobilité de ses bras et ses mains.
Il se tourne vers le cyclisme en handbike et devient en 2017 le premier paraplégique européen à terminer un Ironman en 14 heures et 55 minutes,. 
Il devient champion de France pour la première fois en 2018. Il conserve ensuite son titre en 2019, 2020, 2021 et 2022.
En 2021, il monte deux fois sur la troisième marche du podium aux championnats du monde UCI en contre-la-montre et en course en ligne.
Pour sa première participation aux jeux paralympiques de Tokyo, il remporte une médaille de bronze dans l'épreuve du contre-la-montre H2 sur route. Le lendemain, il remporte le titre dans l'épreuve de la course en ligne H1-H2. Il termine les jeux avec le relais par équipe mixtes H1-H5 où il remporte une médaille d'argent avec ses coéquipiers Loïc Vergnaud et Riadh Tarsim.
En mai 2022, il monte pour la première fois sur la plus haute marche du podium de la première manche de la Coupe du Monde de paracyclisme à Ostende, Belgique avec une victoire dans le contre-la-montre. Il enchaîne les victoires dans la course en ligne, et ensuite dans le relais par équipes mixtes H1-H5 avec Riadh Tarsim et Mathieu Bosredon. Une semaine plus tard, à Elzach, Allemagne, il remporte le contre-la-montre, termine deuxième dans la course en ligne et finit la semaine avec une victoire dans le relais par équipes mixtes avec Loïc Vergnaud et Johan Quaile.
Fin mai 2022, pour sa première participation aux championnats d'Europe de cyclisme, qui se déroulent en Autriche, il remporte le relais par équipes mixtes avec ses compatriotes Loïc Vergnaud et Ludovic Narse. Vingt-quatre heures plus tard Il s’adjuge le contre-la-montre à Schwanenstadt. Il termine les championnats avec une deuxième place dans la course en ligne.
Aux Jeux paralympiques de 2024 à Paris, il remporte la médaille de bronze du contre-la-montre H2, la médaille d'or de la course en ligne H1-2 et la médaille d'or en relais par équipes dans la catégorie H1-5 avec Mathieu Bosredon et Joseph Fritsch.  Lors des mondiaux, disputé parallèlement aux championnats du monde de cyclisme sur route 2024, il obtient la médaille d'argent du contre-la-montre, devancé par l'Italien Luca Mazzone, puis une nouvelle médaille d'argent lors de la course en ligne, derrière l'Espagnol Sergio Garrote Muñoz. Quelques jours plus tôt, il remporte le titre du relais mixte en handbike, avec Johan Quaile et Joseph Fritsch.

## Palmarès handisport

### Cyclisme

#### Jeux paralympiques
- Jeux paralympiques d'été de 2021 à Tokyo,  Japon
  -  Médaille d'or de la course en ligne H2
  -  Médaille d'argent du relais par équipes mixtes H1-H5
  -  Médaille de bronze du contre-la-montre H2
- Jeux paralympiques d'été de 2024 à Paris,  France
  -  Médaille d'or de la course en ligne H1-2
  -  Médaille d'or du relais par équipes mixtes H1-H5
  -  Médaille de bronze du contre-la-montre H2

#### Championnats du monde
- Championnats du monde de paracyclisme sur route 2022 à Baie-Comeau,  Canada
  -  Médaille d'or de la course en ligne en catégorie H2
  -  Médaille d'or le relais par équipes mixtes H1-H5
  -  Médaille d'argent du contre-la-montre en catégorie H2
- Championnats du monde de paracyclisme sur route 2020 à Cascais,  Portugal
  -  Médaille de bronze du contre-la-montre en catégorie H2
  -  Médaille de bronze de la course en ligne en catégorie H2
- Championnats du monde de paracyclisme sur route 2023 à Glasgow,  Écosse
  -  Médaille d'or de la course en ligne en catégorie H2
  -  Médaille d'or le relais par équipes mixtes H1-H5
  -  Médaille d'argent du contre-la-montre en catégorie H2
- Championnats du monde de paracyclisme sur route 2024 à Zurich,  Suisse
  -  Médaille d'or le relais par équipes mixtes H1-H5
  -  Médaille d'argent de la course en ligne en catégorie H2
  -  Médaille d'argent du contre-la-montre en catégorie H2

#### Championnats d'Europe
- Championnats d'Europe de paracyclisme sur route 2022  Autriche
  -  Médaille d'or du contre-la-montre en catégorie H2
  -  Médaille d'or le relai par équipes mixtes H1-H5
  -  Médaille d'argent de la course en ligne en catégorie H2

#### Coupes du monde
- Coupe du monde de paracyclisme Route 2023 à Maniago,  Italie
  -  Médaille d'or du contre-la-montre en catégorie H2
  -  Médaille d'or de la course en ligne en catégorie H2
  -  Médaille d'or le relai par équipes mixtes H1-H5
- Coupe du monde de paracyclisme Route 2023 à Ostende,  Belgique
  -  Médaille d'or du contre-la-montre en catégorie H2
  -  Médaille d'or de la course en ligne en catégorie H2
  -  Médaille d'or le relai par équipes mixtes H1-H5
- Coupe du monde de paracyclisme Route 2022 à Ostende,  Belgique
  -  Médaille d'or du contre-la-montre en catégorie H2
  -  Médaille d'or de la course en ligne en catégorie H2
  -  Médaille d'or le relai par équipes mixtes H1-H5
- Coupe du monde de paracyclisme Route 2022 à Elzach,  Allemagne
  -  Médaille d'or du contre-la-montre en catégorie H2
  -  Médaille d'argent de la course en ligne en catégorie H2
  -  Médaille d'or le relai par équipes mixtes H1-H5
- Coupe du monde de paracyclisme Route 2022 à Quebec,  Canada
  -  Médaille de bronze du contre-la-montre en catégorie H2
  -  Médaille d'argent de la course en ligne en catégorie H2
  -  Médaille d'or le relai par équipes mixtes H1-H5

#### Championnats de France
- Championnats de France 2022
  -  Médaille d'or du contre-la-montre en catégorie H2
  -  Médaille d'or de la course en ligne en catégorie H2
- Championnats de France 2021
  -  Médaille d'or du contre-la-montre en catégorie H2
  -  Médaille d'or de la course en ligne en catégorie H2
- Championnats de France 2020
  -  Médaille d'or du contre-la-montre en catégorie H2
  -  Médaille d'or de la course en ligne en catégorie H2
- Championnats de France 2019
  -  Médaille d'or du contre-la-montre en catégorie H2
  -  Médaille d'or de la course en ligne en catégorie H2
- Championnats de France 2018
  -  Médaille d'or du contre-la-montre en catégorie H2
  -  Médaille d'or de la course en ligne en catégorie H2

## Décorations
- Chevalier de la Légion d'honneur (2021)[13]
- Officier de l'ordre national du Mérite (2024)[14]